# Malus prattii
Espèce
Synonymes
- Docyniopsis prattii (Hemsl.) Koidz.[1] [2]
- Pyrus prattii Hemsl.[1] [2] [3]

Statut de conservation UICN

 DD  : Données insuffisantes
Malus Pratii est une espèce de plantes à fleurs de la famille des Rosaceae. C'est un pommier.

## Liste des variétés
Selon Catalogue of Life (15 mai 2017) et Tropicos (15 mai 2017) :
- variété Malus prattii var. glabrata G.Z. Qian